# Alpha TV
Alpha TV är en grekisk kommersiell TV-kanal. Kanalens publikandel i Grekland var 2021 12,6 procent, vilket gör den till den näst mest sedda TV-kanalen i landet.